# Mitsubishi Fuso Rosa
Rosa es un minibús fabricado por Mitsubishi Fuso Truck and Bus.

## Descripción general
El Mitsubishi Rosa fue lanzado en 1960 cuando fue lanzado por el nuevo Mitsubishi Heavy Industries (anteriormente China-Japan Heavy Industries, que se separó de Mitsubishi Heavy Industries) y se llamaba Mitsubishi Rosa. En 1964, tres empresas derivadas de Mitsubishi Heavy Industries se fusionaron para convertirse en la nueva Mitsubishi Heavy Industries. Mitsubishi Rosa es oficialmente un producto Mitsubishi Fuso y reemplazó su MB720 en 1966.
Rosa cambió cuatro estilos en 1973, 1986, 1990 y 1997. Además de la Rosa de tracción trasera, Mitsubishi también lanzó una versión de cuatro ruedas de Rosa desde 1990.

## La primera generación (1960-1973)

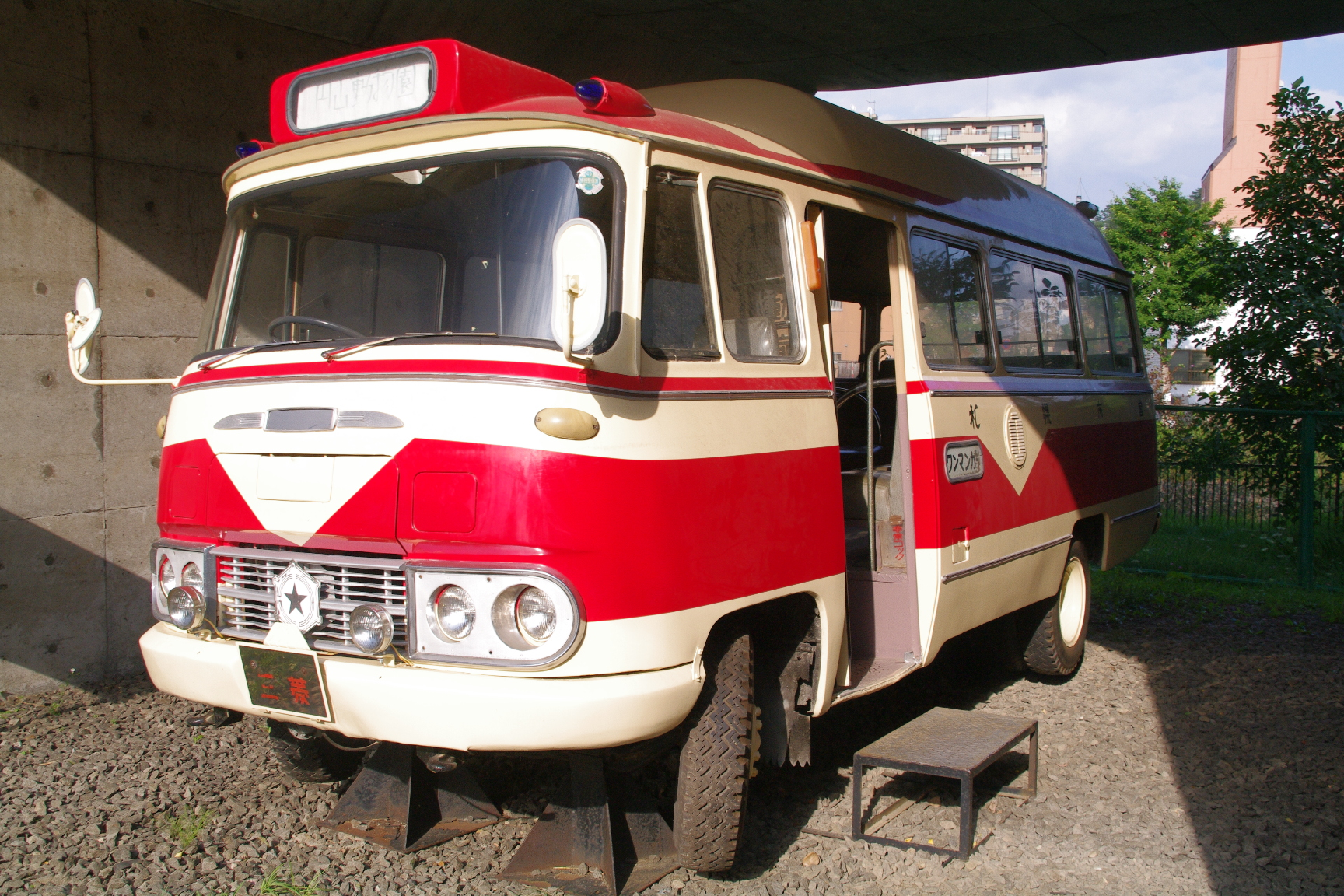

Mitsubishi lanzó oficialmente el minibús Rosa en 1960. En ese momento, la fábrica se codificó como B10 y se desarrolló a partir del chasis del camión Mitsubishi Júpiter original. Su estilo de cuerpo es similar al del minibús plano O319. La longitud del auto completo es de aproximadamente 5.4 metros.
En el año siguiente (1961), Mitsubishi evolucionó B20 sobre la base de B10, que es una versión extendida de B10, que oscila entre 6,25 y 7 metros de longitud.

## Segunda generación (1973-1986)

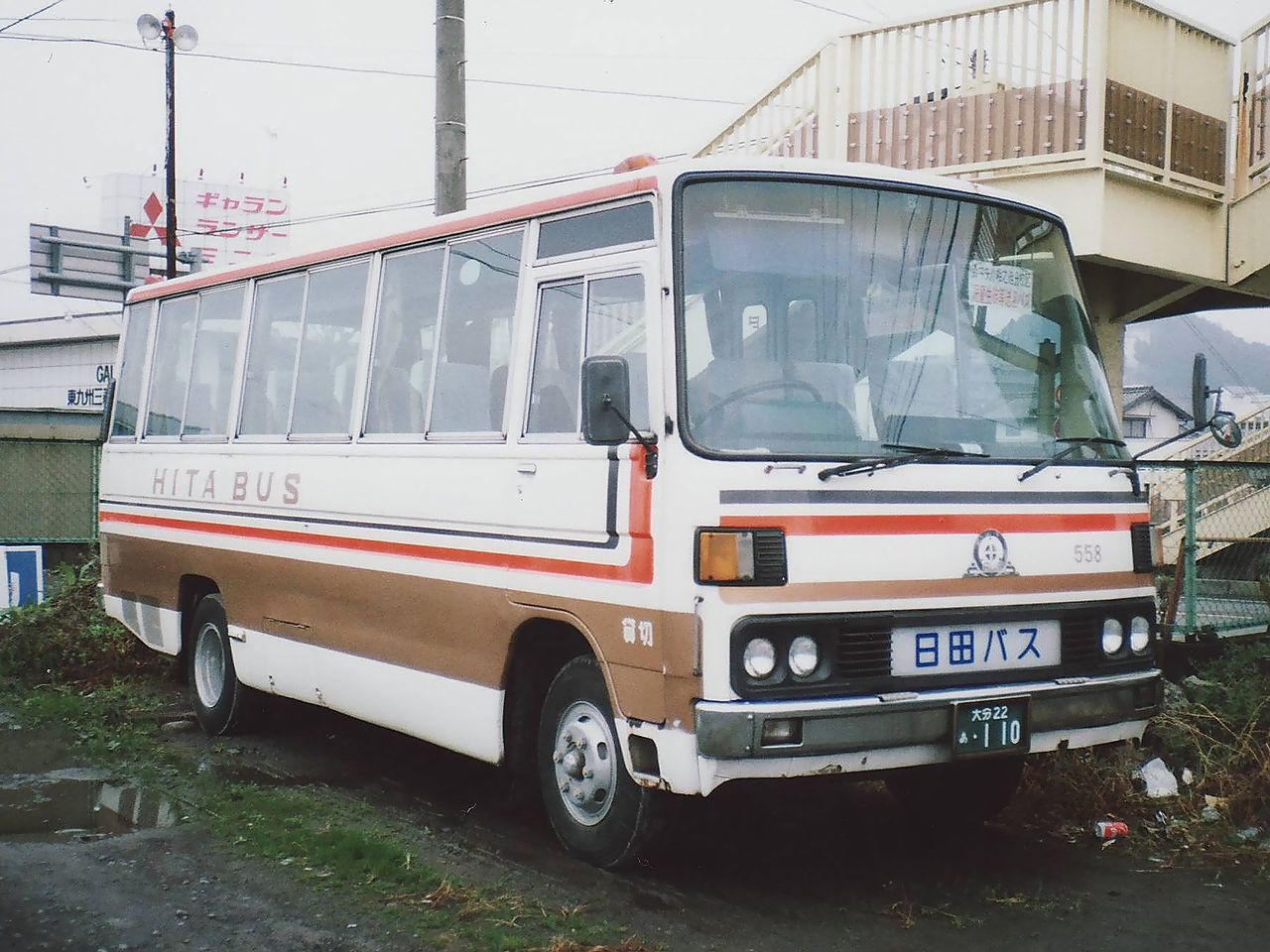

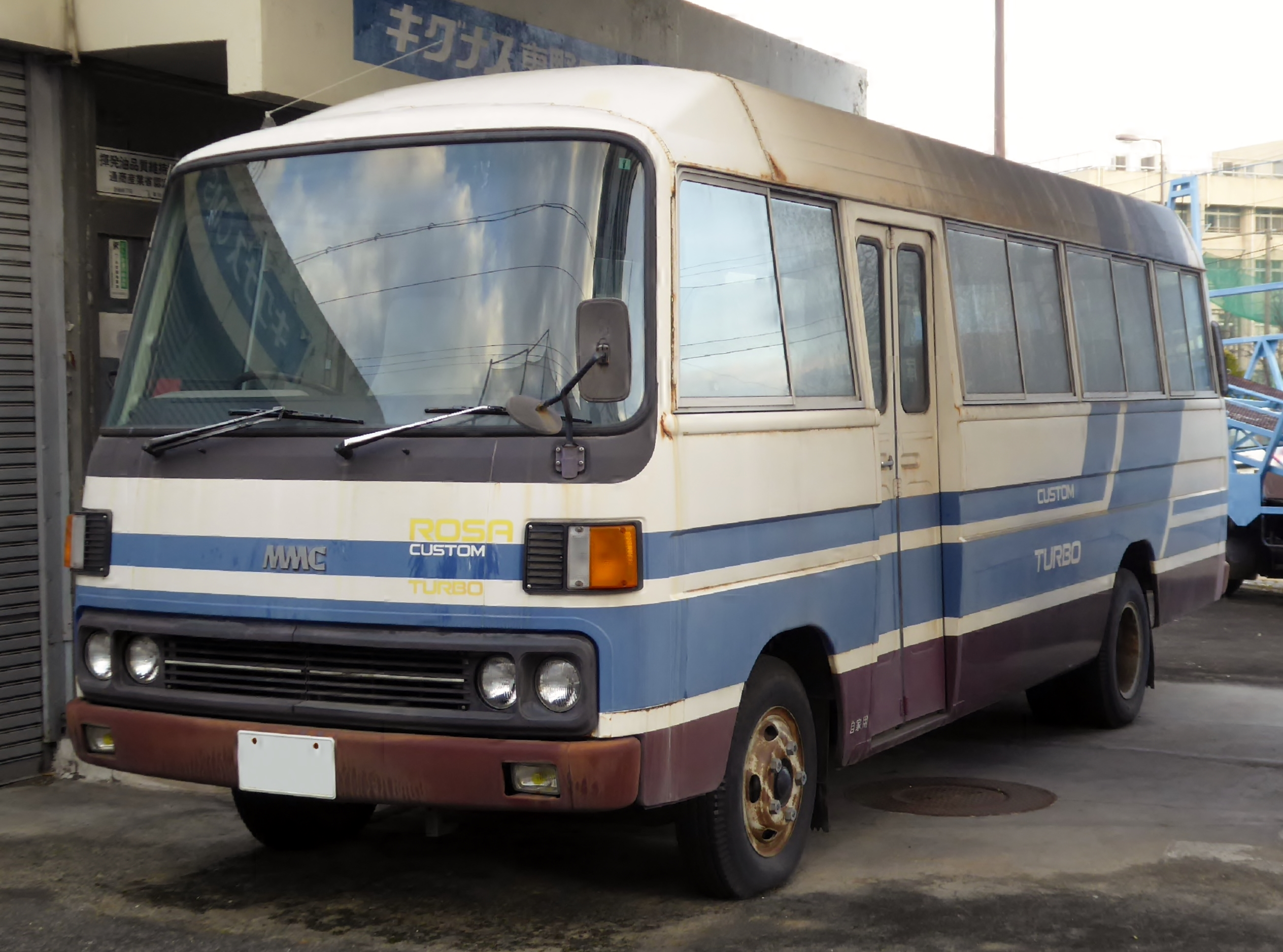

En 1973, Mitsubishi lanzó la segunda generación, que es la misma que la primera generación. La mayor diferencia es que el diseño del frente se ha revisado en gran medida, y una gran cantidad de componentes se pueden compartir con los camiones Mitsubishi de la empresa homónima. Al principio, había BC2 (versión de gasolina de corto alcance), BE2 (versión diésel de corto alcance) y BH2 (versión diésel de largo alcance).
En 1981, se introdujo la serie BK2 (una versión de largo alcance con un ancho de 2.3 metros).

## Tercera generación（1986-1997）

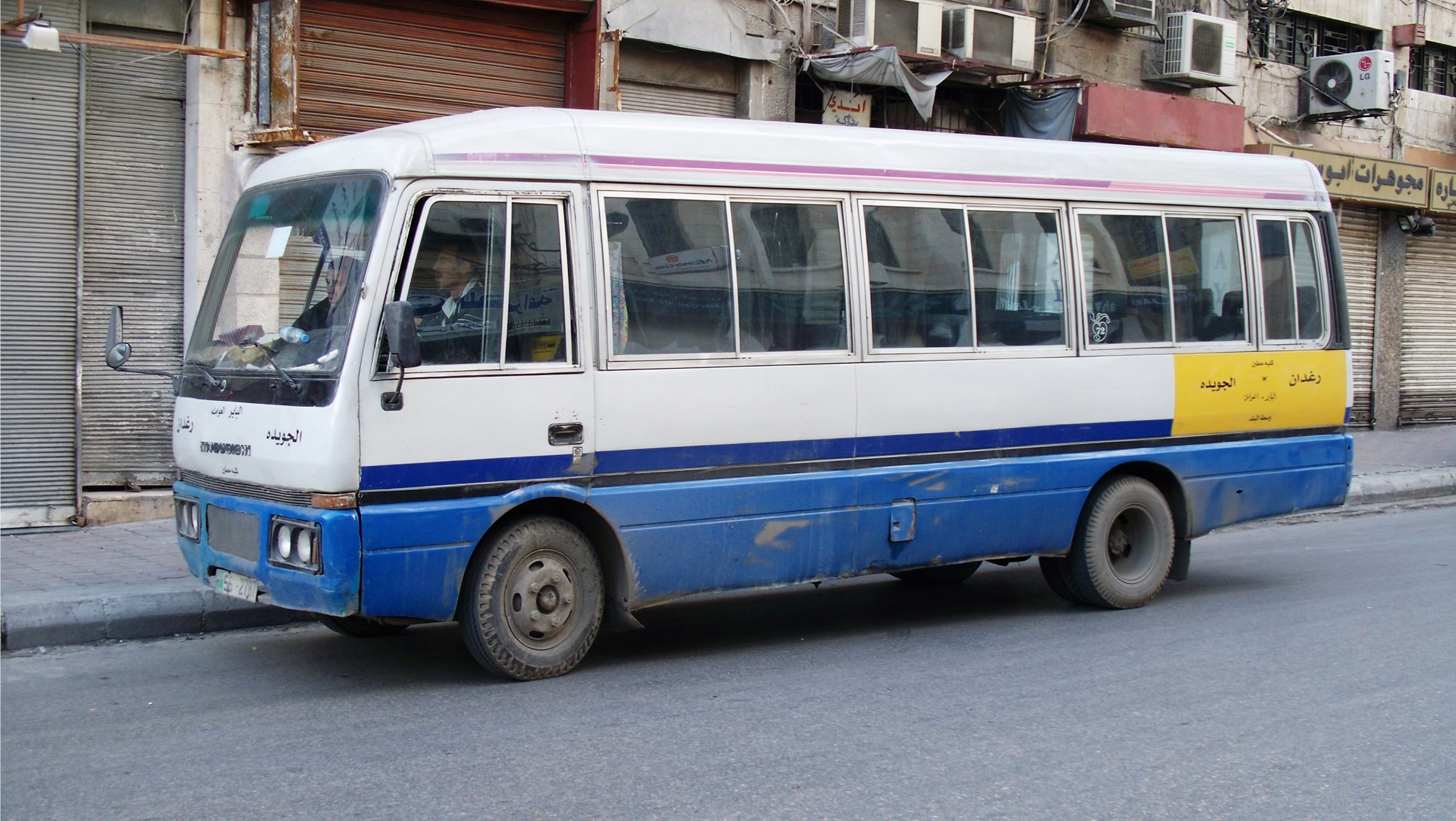

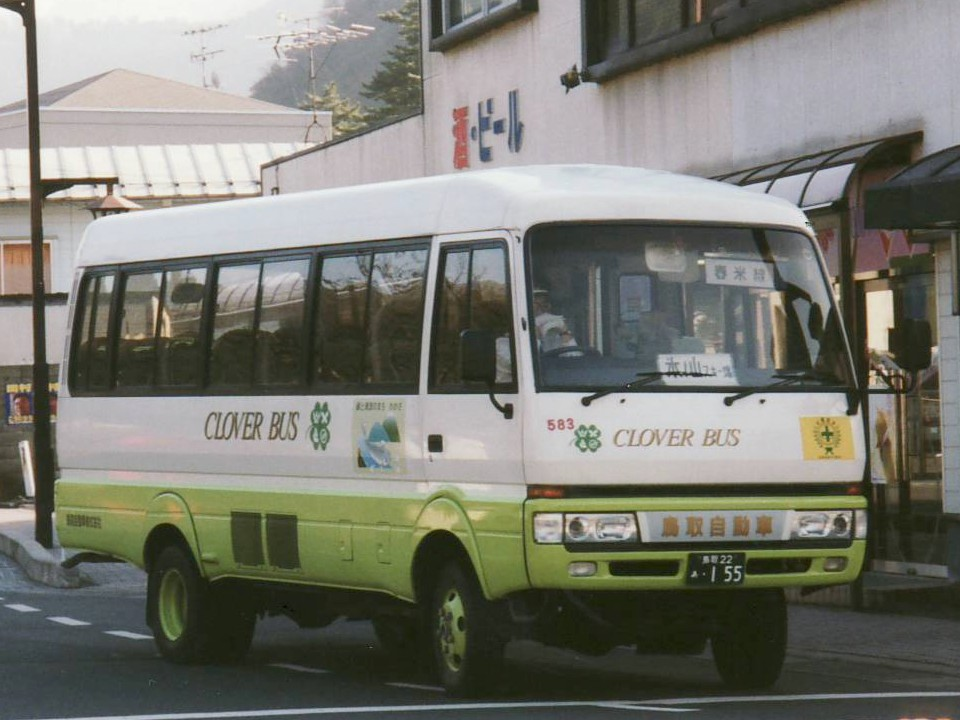

La versión de tercera generación del cuerpo lanzada en 1986 era muy diferente de la segunda generación original. La más destacada fue el cuerpo de nuevo diseño, que introdujo una gran cantidad de diseños ergonómicos. Al igual que las dos generaciones anteriores, el minibús Rosa de tercera generación tiene versiones cortas (6,2 metros de largo) y largas (6,95 metros de largo), pero ambas solo tienen motores de cuatro cilindros. En cuanto a los faros delanteros tienen una versión de lámpara redonda o cuadrada, algunos de los cuales están equipados con luces de comando del lado del vehículo.
En 1990, Mitsubishi modificó el diseño frontal del minibus Rosa. La distancia entre los dos faros se amplió y se instaló la luz de comando del lado del vehículo. Al mismo tiempo, también ofrecen transmisión automática, antes del amortiguador independiente o antes del amortiguador de amortiguación más independiente para elegir.
Fue en este momento que Mitsubishi también se unió a la versión de tracción a las cuatro ruedas por primera vez (solo una larga cola).

## Cuarta generación (1997-presente)

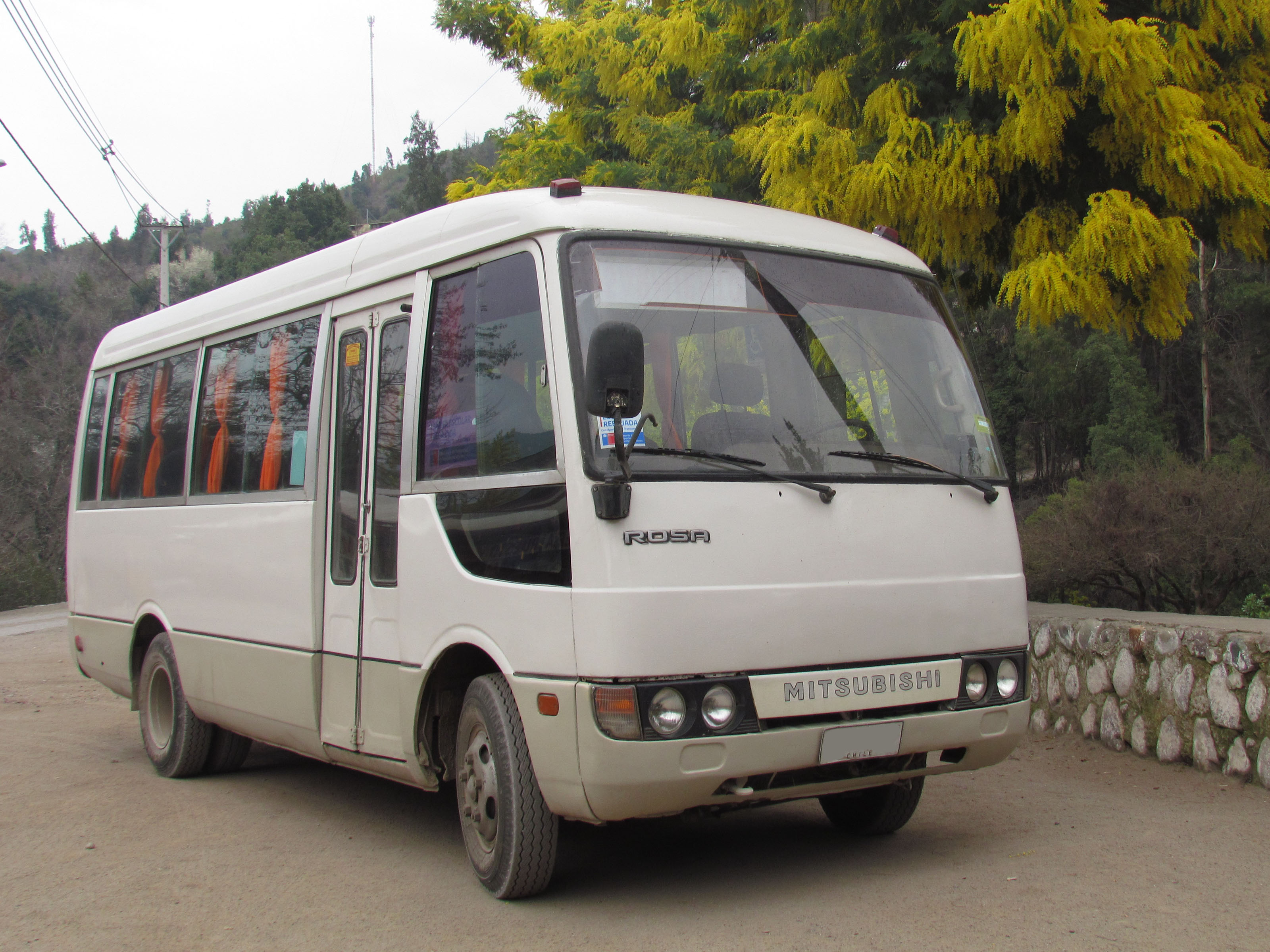

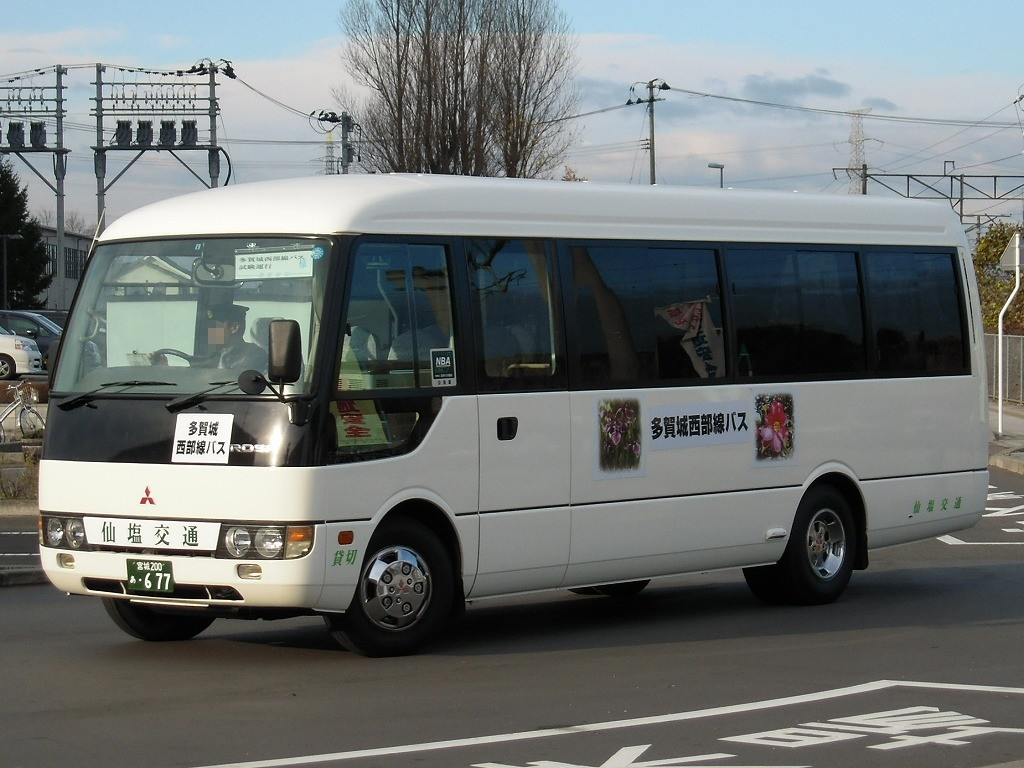
Buses Fuso Rosa 4.ª generación

La esencia de cuarta generación es una versión mejorada de la tercera generación. El diseño de la carrocería del automóvil se modificó enormemente, y la distancia entre el eje de la cabeza y la puerta se redujo considerablemente. Además, las luces traseras son redondas, y son diferentes de la segunda y la tercera generación.
Además de una serie corta (6,25 metros de longitud) y una serie larga (7 metros de longitud total), la cuarta generación también introdujo una matriz ultralarga (una longitud de 7,73 metros) en 1998, llevando la capacidad máxima de todo el vehículo a 24 personas. Aumentar a un máximo de 30 personas. En cuanto a la amortiguación acolchada más independiente anterior, fue reemplazada en 1999 por un cojín independiente más cojín completo.
En 2002-05, Mitsubishi Rosa también lanzó un vehículo de combustible de gas natural.

## Versión de Macao

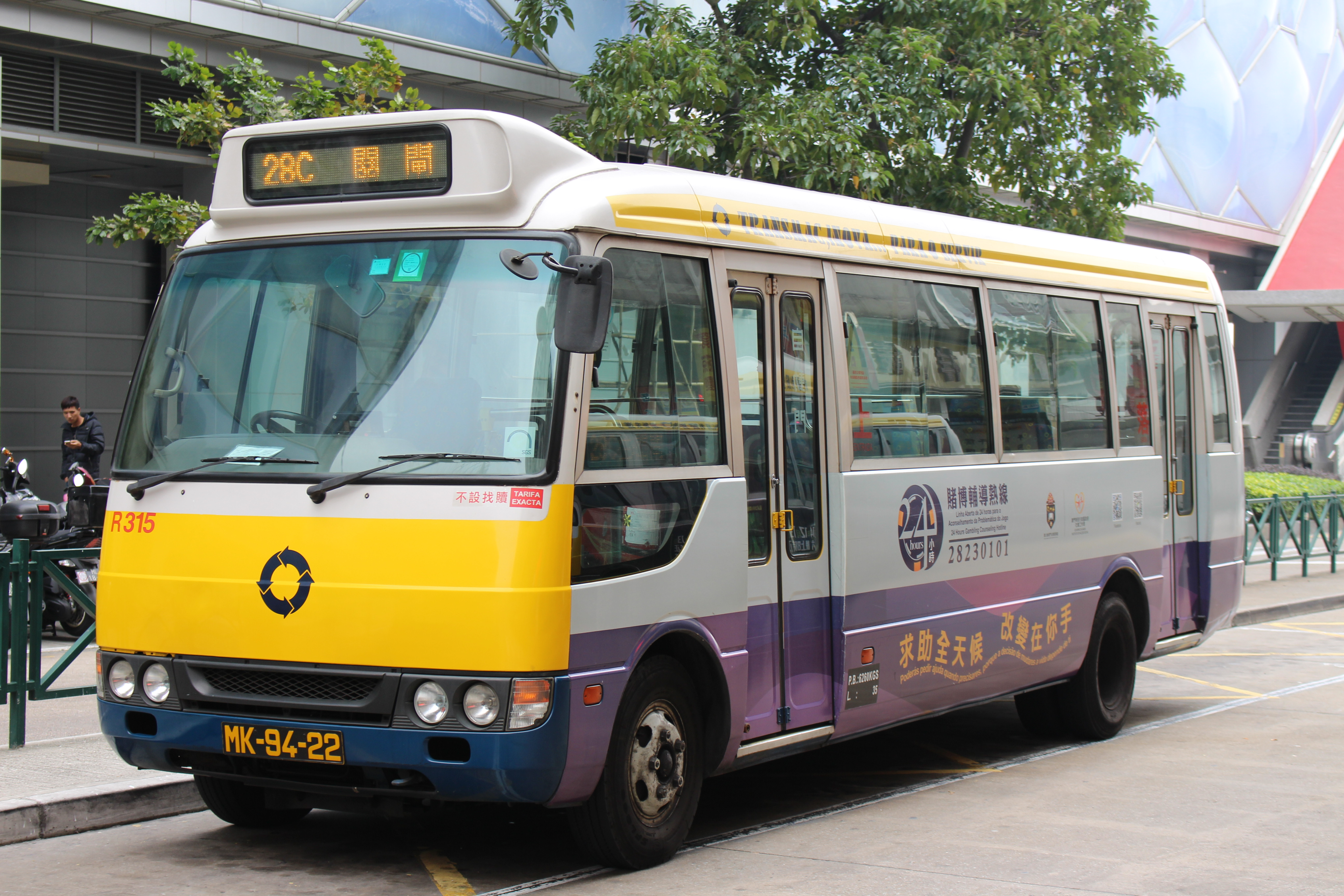

Macao New Welfare ha pedido a Mitsubishi que desarrolle una versión de dos puertas del minibus ROSA desde 1990 para hacer que los pasajeros que entran y salen del autobús sean más eficientes. Finalmente, en 1998, Mitsubishi suministró 5 minibuses ROSA de cuarta generación para el nuevo bienestar como un experimento, y el nuevo bienestar se convirtió en la primera compañía de autobuses en el mundo en utilizar la versión de dos puertas del minibús ROSA. El nuevo minibús ROSA de dos puertas, actualmente tiene un total de 105 modelos. Los estilos son más o menos iguales. Hay 19 asientos en el automóvil y la compañía puede albergar hasta 35 personas. Todos los vehículos están fabricados con neumáticos interiores de goma Michelin o Yokohama (las ruedas delanteras y traseras son de medida 7.00-R16). La planta de producción es Mitsubishi FUSO Daeha Bus Factory (Nagoya City, Prefectura de Aichi), pero la última versión del vehículo, introducida en 2011, ha sido reemplazada por Mitsubishi FUSO Bus Manufacturing Co., Ltd. (Ciudad de Toyama, Prefectura de Toyama).

## Galería

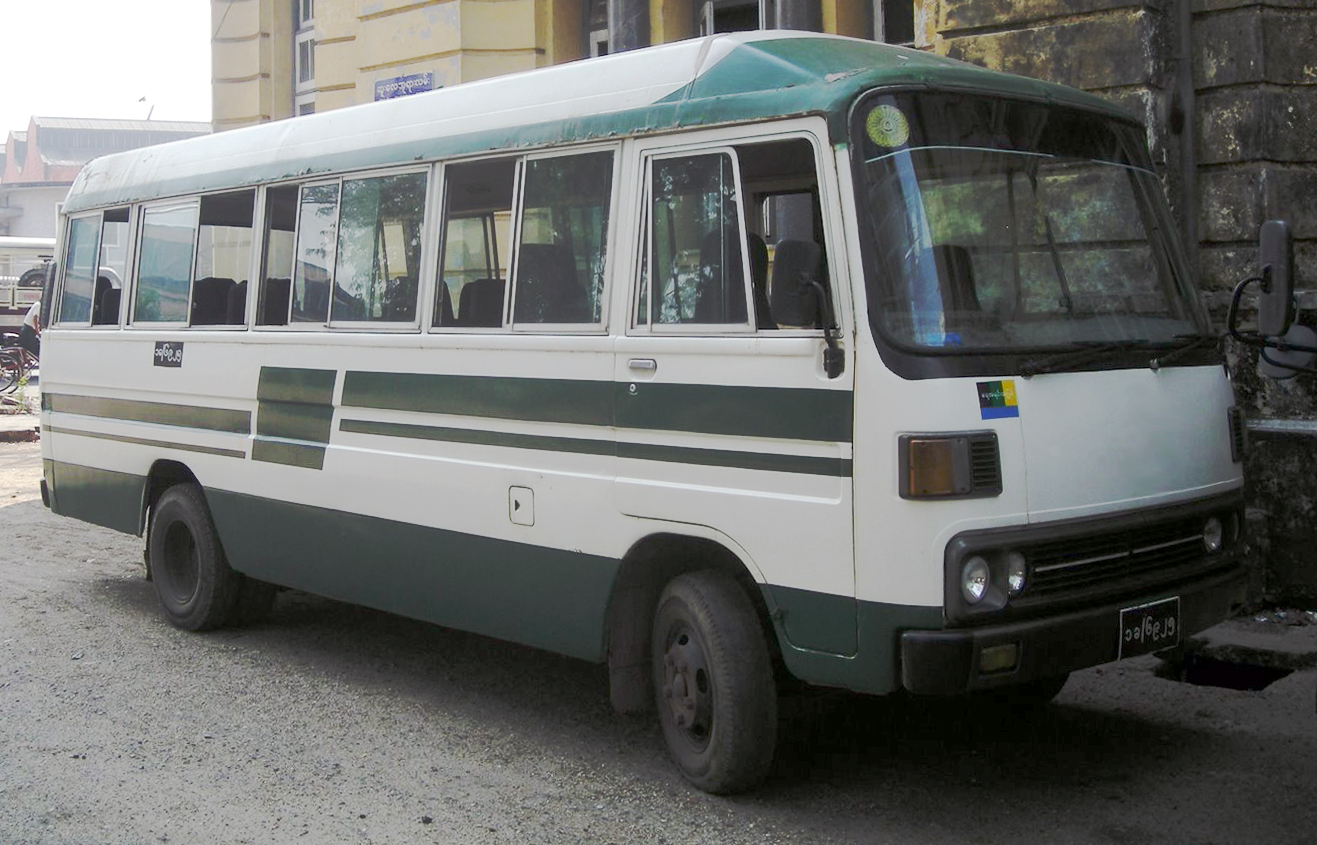
Bus segunda generación
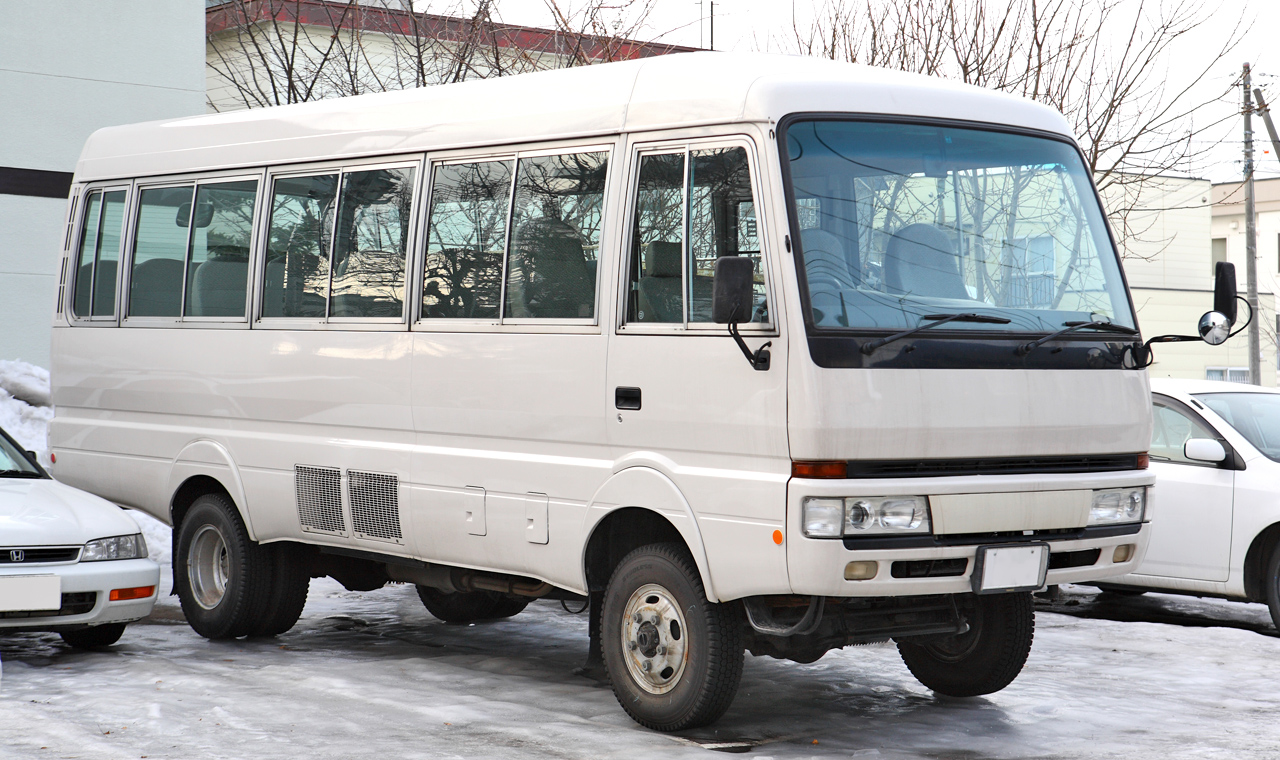
Bus tercera generación
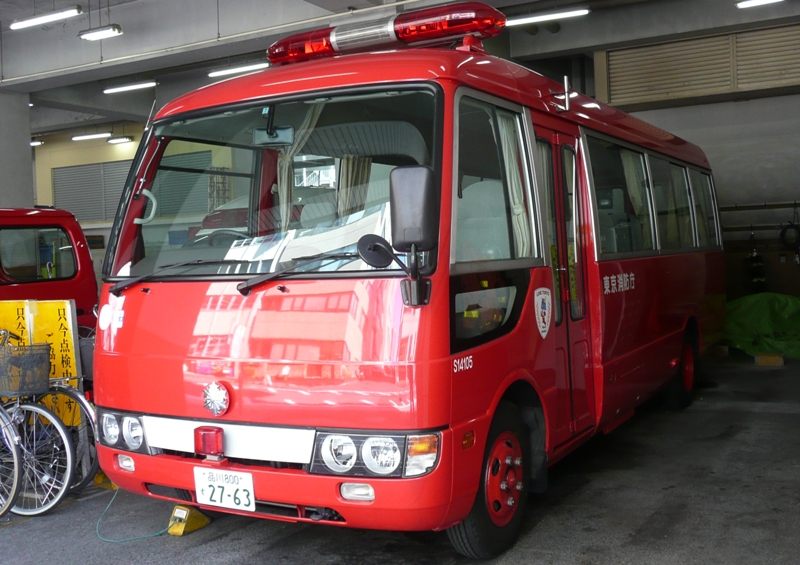
Bus 4ta generación adaptado para Bomberos
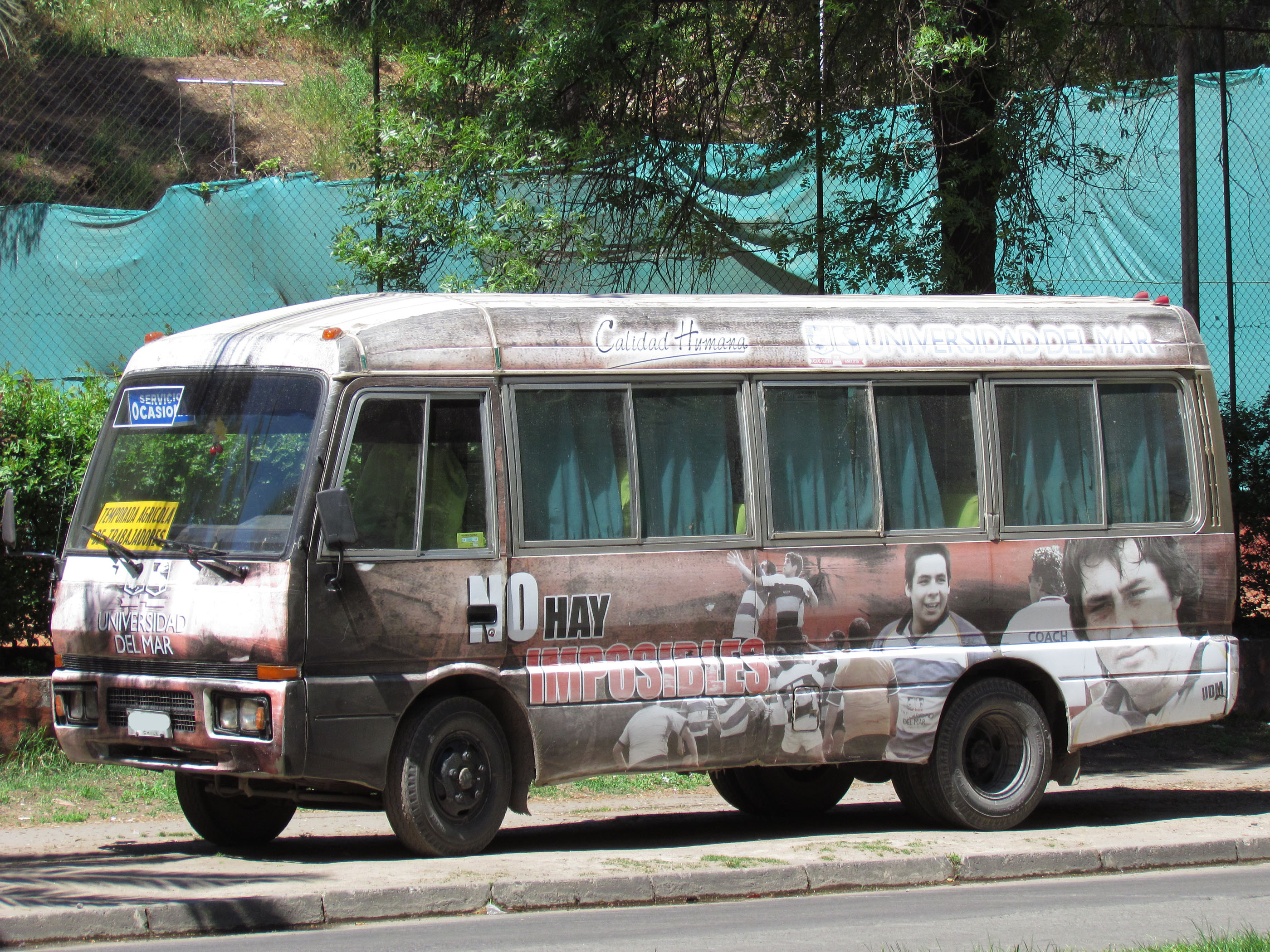
Bus con diseños del Universidad del Mar (Chile)
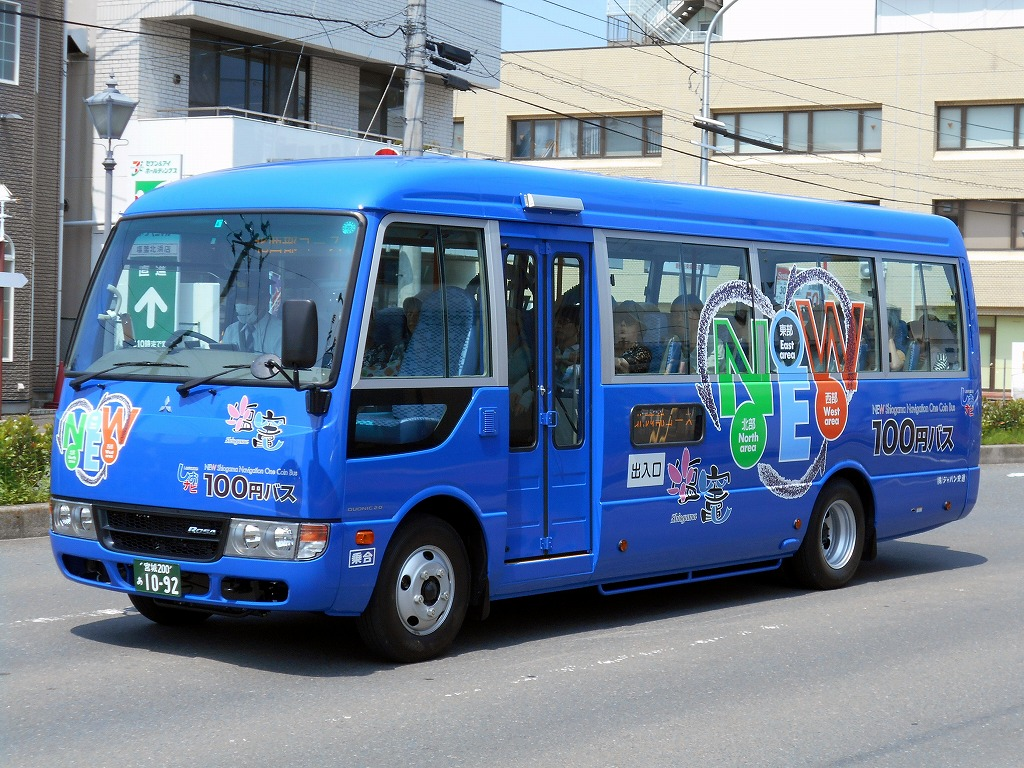
Bus con pintura especial
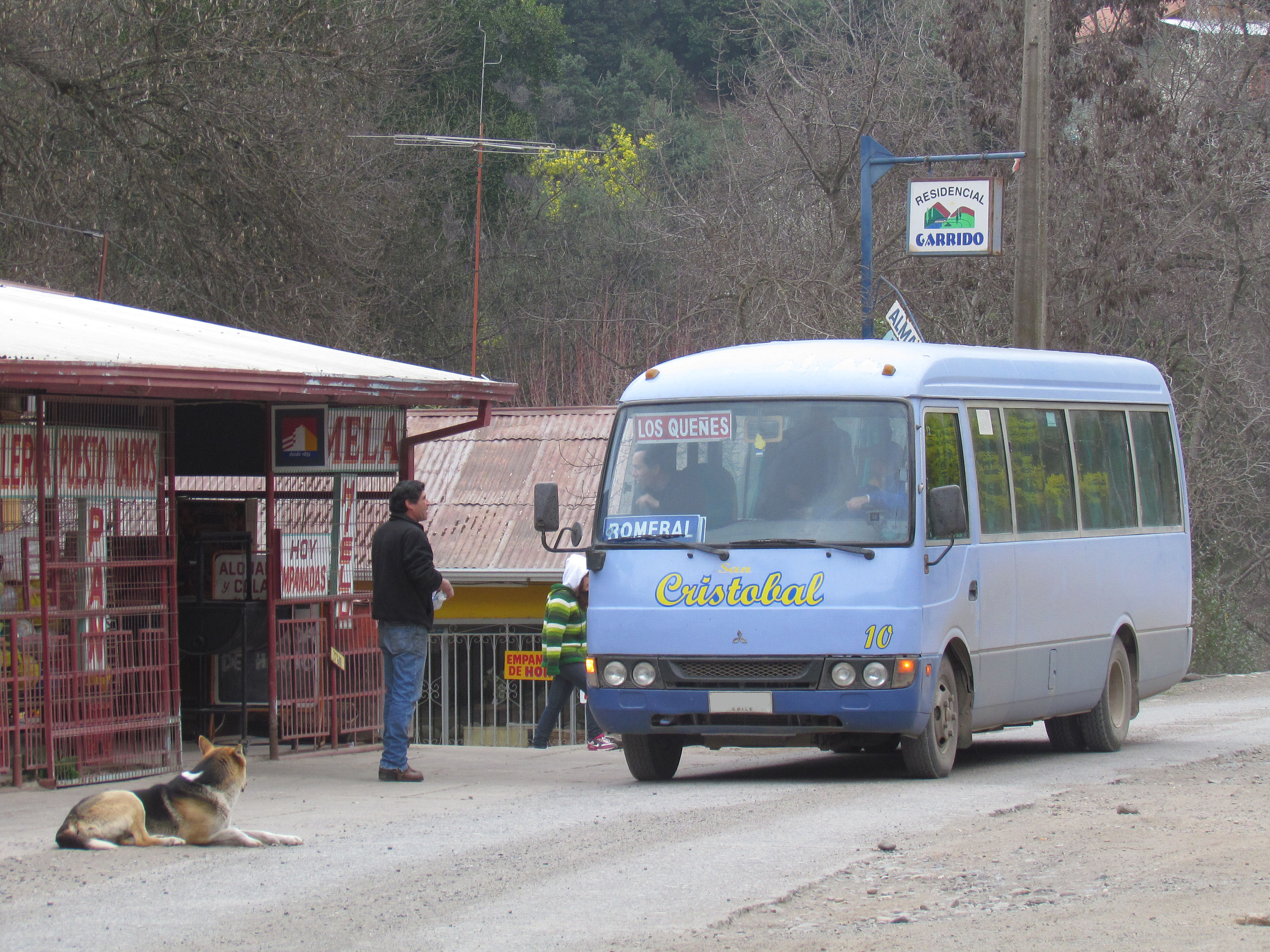
Un Mitsubishi Fuso Rosa prestando servicio de traslado en Romeral, Chile
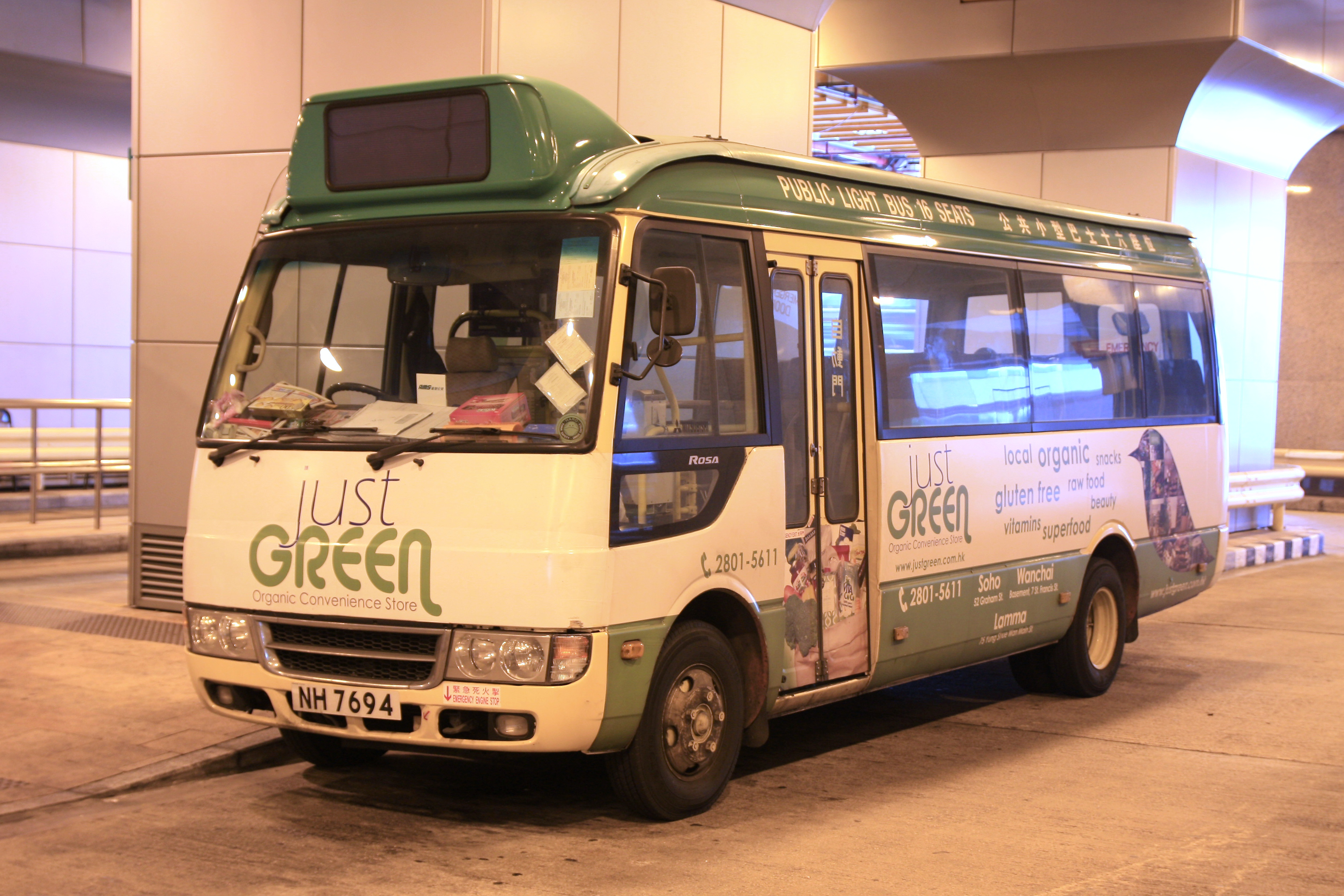
Un Fuso Rosa ecologico